# Mijo Jerko Granić
Don Mijo Jerko Granić (Split, 1. oktobar 1819 — Split, 29. decembar 1886) bio je hrvatski župnik, istoričar, speleolog, skupčjač narodnih pesama i poslovica i arheolog, koji je u naučnoj javnosti postao poznat po otkriću Branimirovog natpisa iz Gornjeg Muća.

## Život i karijera
Rođen je u Splitu, 1. oktobar 1819.godine u kome je proveo detinjsto i školovao se za crkvenu službu. Nakon što je završio versku školu radio je, prvo kao svešteno lice u Donjem Selu na Šolti, u Klisu i Kaštel Gomilici. Potom je kao župnik od 1. marta 1869. do 21. maja 1886. godine radio u župi Sv. Petra Apostola u Gornjem Muću.
Uz svoju primarnu, crkvenu službu bavio se izučavanjem istorije i arheologije, pa je kao dobar poznavalac ovih oblasti u naučnim kruhovima Hrvatske 19. veka, ubrzo postao poznat po otkriću Branimirovog natpisa iz Gornjeg Muća. Njegovo prvo veliko otkriće bilo je povod da nastavi dalja istraživanja rane hrvatske istorije, ali i izučavanje ostataka rimskog Andetrija.
Nakon što je postao poverenik Hrvatskog arheološkog društva i Narodnog muzeja, objavio je više svojih istraživanja u Vjesniku za arheologiju i historiju dalmatinsku i u Viestniku Hrvatskoga arkeologičkoga družtva. 
Za svoje zasluge u nauci godine 1880. godine imenovan je za prvog člana Matice hrvatske u Muću. 
Osnovač je župne biblioteke u Muću, kojoj je poklonio više stotina knjiga. 
Bavio se i speleologijom kao i sakupljanjem i zapisivanjem narodnih umotvorina,  pesama i poslovica.

## Delo
Don Mijo Jerko Granić u sklopu arheoloških istraživanja 1871. godine iskopao je uz tada postojeću ckvu Sv. Petra u Muću Gornjem deo arhitrava, koji je sa datiranim natpisom hrvatskog kneza Branimira (888. godine).

## Bibliografija
Deo Granićeve korespondencije sa Don Šimom Ljubićem u Zagrebu čuva se u arhivu Arheološkog muzeja u Zagrebu, a deo je štampan u Viestniku Hrvatskoga arkeologičkoga družtva. Pisma su datirana od 1872. do 1886 godine. 
Osim o Branimirovom natpisu, sačuvana je i Granićeveva prepiska o ostalim arheološkim nalazima u Muću, a sačuvan je i zapis o toku vakodnevnog života jednog seoskog župnika u vrlo skromnim prilikama.

## Literatura
- M. Zekan, Prilog proučavanju arhitekture iz koje potječe natpis kneza Branimira u Muću Gornjem / A Contribution to the Study of Architecture with the Inscription of Duke Branimir in Muć Gornji, u Erceg, I., Horvat, A., Mažuran, I., Suić, M. (eds.) Gunjačin zbornik, 1980, 133–140.
- M. Švab: Nekoliko napomena uz radove Ive Goldsteina i Željka Rapanića o naslovima hrvatskih vladara. Historijski zbornik, 37(1984) str. 280–281.